# 이대로 (가수)
이대로(1980년 ~)는 대한민국의 가수다. 2015년 싱글 앨범 [님이여]로 데뷔했다. 조영구의 매니저로 활동하고 있다.

## 방송
- 아침마당 (2019)
- 보이스킹 (2021) - Top68(41위)

## 음반
- 이대로 Single Album (님이여) (2015)
- 렛츠트롯(Let's Trot) Part. 7 (2020)